# 김사용 (반란자)
김사용(金士用, ?~1812년)은 조선 후기의 반란 지도자이다. 홍경래의 난의 주모자 중 한 사람이다.

## 생애
평안북도 태천 출신이다. 홍경래의 거사에 가담하여 1811년 12월 난을 일으킨 홍경래에 의해 군의 부원수에 임명되었다.
부원수로서 난을 지도하면서 곽산을 점령하는 등 전공을 세웠으나 홍총각과 안주를 공략하려다 관군에게 패했다. 이후 난의 패색이 짙어지면서 반란 말기에 홍경래 등과 함께 정주에서 저항했으나 총탄에 의해 전사했다.

## 참고 문헌
- 《순조실록》